# Бахолдина, Марина Николаевна
Марина Николаевна Бахолдина (род. 27 сентября 1957) — российский медик, главный врач Санкт-Петербургской Покровской больницы. Герой Труда Российской Федерации (2020).

## Биография

### Медицинская карьера
Марина Николаевна Бахолдина родилась 27 сентября 1957 года.
В 1983 году окончила с отличием 1-й Ленинградский медицинский институт имени академика И. П. Павлова по специальности «лечебное дело».
В 1992 году начала работать в медучреждениях Санкт-Петербурга, сначала неврологом по специальности, затем стала заведующей отделением. В 1999—2007 годах была заместителем главного врача по клинико-экспертной работе Санкт-Петербургского государственного бюджетного учреждения здравоохранения «Городская Покровская больница». В 2007 году была назначена на должность главного врача Покровской больницы.

### Участие в борьбе с пандемией коронавируса
2 апреля 2020 года в Покровской больнице были прекращены плановые госпитализации и она была перепрофилирована для приёма и лечения пациентов с ОРВИ и пневмонией, для чего было подготовлено 680 коек. В рамках борьбы с распространением пандемии COVID-19 в больницу стали везти заражённых коронавирусом, в связи с чем работники записали коллективное видеообращение, в котором указали на нехватку элементарных средств защиты, в частности перчаток и масок, отсутствие препаратов для лечения пневмонии, а также на то, что в палаты не проведён кислород. По их словам, руководством больницы пообещало «разборки» тем, кто будет жаловаться на имеющиеся проблемы. Главврач Бахолдина назвала слова врачей «неправдой», а в комитете по здравоохранению Санкт-Петербурга заявили, что больница вообще «не принимает» пациентов с коронавирусом, тогда как нехватка средств индивидуальной защиты присутствует в Санкт-Петербурге «как и во всем мире». Несмотря на то, что инфицированные поступали в больницу ещё до получения результатов тестирования на коронавирусную инфекцию, власти отказывались снабжать врачей противочумными костюмами. В результате игнорирования требований врачей, через четыре дня, 7 апреля в больнице зарегистрировали 6 больных коронавирусной инфекцией, после чего было закрыто на карантин три отделения, а властями на помощь сотрудникам было направлено большое количество защитных костюмов. К 15 апреля большинство отделений закрылись на карантин вместе с персоналом, среди инфицированных оказалось 27 пациентов и 5 медиков, были зарегистрированы также смертельные случаи, в результате чего врачи обратились к губернатору Санкт-Петербурга Александру Беглову и прокурору города Сергею Литвиненко с просьбой повлиять на ситуацию.
15 апреля больница была перепрофилирована под прием больных с коронавирусной инфекцией и одновременно приём пациентов был приостановлен «из-за отсутствия свободных коек»; к тому времени больница уже была переполнена, а пациенты с подтверждёнными диагнозами лежали в коридорах. Бахолдина отказывалась комментировать ситуацию, но затем всё же заявила, что больных из коридоров начали переводить в палаты (проблемы с переполненностью больницы возникали в предыдущие годы). В тот же день была подана жалоба в прокуратуру России с просьбой принять меры в отношении руководства больницы, а 17 апреля коллектив больницы обратился с письменным заявлением к Беглову и Литвиненко с просьбой оказать «незамедлительную помощь в организации медицинской помощи в сложных условиях — пандемии новой коронавирусной инфекции». 18 апреля в руководстве Санкт-Петербурга заявили о начале работ по разделению Покровской больницы на «грязные» и «чистые» зоны, туда начали поступать средства защиты; несмотря на неоконченные работы, в больницу продолжили завозить больных, возле неё скапливались очереди из машин скорой помощи. 17 апреля один из реаниматологов сообщил, что за свой счёт провёл вентиляцию лёгких пациенту с коронавирусом, возложив ответственность за своё возможное заражение на главврача; он же работал в защитном костюме, который купил и собрал сам, и уже 22 апреля инфицирование подтвердилось, а затем врача уволили после выхода с больничного «по инициативе работодателя» после пяти лет работы (впоследствии он получил компенсацию в размере 300 тысяч рублей в связи с заражением коронавирусом на рабочем месте). К 30 апреля под угрозой «последствий» со стороны руководства больницы оттуда уволилось несколько врачей, принимавших участие в записи видеообращения; сама же главврач Бахолдина выразилась в том смысле, что «на войне тоже были дезертиры, паникёры», а также «предатели».
По итогам проверки, проводившейся с начала апреля, 17 июня в Василеостровский районный суд Санкт-Петербурга поступили материалы дела, возбуждённого на основании административного протокола о нарушении санитарных норм (часть 2 статьи 6.3 Кодекса Российской Федерации об административных правонарушениях), составленного Роспотребнадзором на Покровскую больницу во главе с Бахолдиной. Как следует из материалов дела, с 1 по 9 апреля в больнице выявили 155 случаев заражения коронавирусом, среди которых 68 у пациентов и 87 у медиков. Была отмечена возможность случаев «внутрибольничного заражения среди персонала в условиях нарушения противоэпидемического режима», тогда как все случаи заражения среди пациентов оценивались как «заносы», которые были «выявлены при поступлении в стационар до перепрофилирования». Кроме того, и после перепрофилирования в течение месяца больница работала без санитарных шлюзов и зонирования помещений. В деле было указано, что «нарушения могли способствовать инфицированию COVID-19 среди сотрудников стационара», создавая «реальную угрозу здоровью пациентов и персонала и распространению инфекции в больнице и Петербурге». Несколько дней спустя Бахолдина была удостоена звания «Герой Труда Российской Федерации».
На мой взгляд, не только наша больница, ещё несколько больниц, которые вступили в сражение с этим новым коронавирусом, — точно такие же герои и достойны такой же награды. Я воспринимаю эту награду как признание работы, в том числе и нашей больницы, потому что один главный врач ничего не сделает.Марина Бахолдина о своём награждении.
Бахолдина отметила, что подобного звания достойны все сотрудники больниц Санкт-Петербурга, вступивших в борьбу с коронавирусом. В свою очередь журналистские источники в сфере медицины расценили присвоение звания Бахолдиной как намерение спасти её от уголовного преследования.
17 августа 2020 года Василеостровский районный суд признал Покровскую больницу виновной в нарушении санитарных норм, приняв решение о назначении наказания в виде штрафа в размере 120 тысяч рублей. В ходе так называемой осенней «второй волны» коронавируса в Покровскую больницу вновь увеличился поток больных, ввиду чего перед ней начали скапливаться очереди из машин скорой помощи, а госпитализированных опять начали оставлять лежать в коридорах; ситуация стала походить на весеннюю, однако врачи уже были полностью обеспечены соедствами защиты.

## Награды
- Звание «Герой Труда Российской Федерации» (21 июня 2020 года) — «за особые трудовые заслуги, самоотверженность и высокий профессионализм, проявленные в борьбе с коронавирусной инфекцией (COVID-19)»[51].

## Личная жизнь
За 2018 год задекларировала доход в размере 4 миллионов 520 тысяч рублей, квартиру 48 м², два транспортных средства — автомобиль Hyundai H-1 и лодку с мотором.